# 片山九郎右衛門 (10世)
十世 片山 九郎右衛門（かたやま くろうえもん、本名・前名:片山清司、1964年〈昭和39年〉12月23日 - ）はシテ方観世流の能楽師で、重要無形文化財総合認定保持者である。

## 来歴
1964年（昭和39年）、片山博太郎（のちの九世片山九郎右衛門）の長男として京都府に生まれる。父及び八世観世銕之亟に師事、1970年（昭和45年）に『岩船』で初シテ。父と共に片山定期能楽会を主宰。日本国内各地で多数の公演に出演する他、欧米での海外公演にも積極的に参加。また、学校へ出向いての能楽教室の開催、「能の絵本」の制作、能舞台のCG化など、若年層のための能楽の普及活動も手掛ける。2011年（平成23年）に十世片山九郎右衛門を襲名。重要無形文化財総合認定保持者。京都府文化賞奨励賞、京都市芸術新人賞、文化庁芸術祭新人賞、日本伝統文化振興財団賞、京都府文化賞功労賞、芸術選奨文部科学大臣新人賞、観世寿夫記念法政大学能楽賞を受賞。公益社団法人京都観世会会長、公益財団法人片山家能楽・京舞保存財団理事長。

## 余聞
- 2011年（平成13年）に京都で開催された国民文化祭では、総合閉会式の舞台プロデューサーを担った[6]。
- 祖母で京舞井上流四世家元の井上八千代、父で観世流職分家九世当主の片山九郎右衛門及び姉で京舞井上流五世家元の井上八千代は、それぞれ人間国宝に認定されている[7][8]。

## 脚註